# Kuunkuiskaajat
Kuunkuiskaajat (engleski:Moonwhisperers) je finski ženski folk duo sastavljen od članica grupe Värttinä Susan Aho i Johanna Virtanen. Predstavljale su Finsku na Euroviziji 2010. pobijedivši na nacionalnom izboru Euroviisut 2010 s pjesmom "Työlki ellää". Pjevale su na finskom jeziku. U polufinalu 25. svibnja su završile 11. s 49 bodova, te se nisu plasirale u finale.

## Studijski albumi
- Kuunkuiskaajat (2009.)
- Revitty rakkaus (2016.)